# Kommerceråd
Kommerceråd var en titel i den danske rangfølge. Titlen er afskaffet.
Det var oprindeligt benævnelse for (de højere) medlemmer af et kommercekollegium (jævnfør -assessor) og kunne også tildeles som titel med rang i 7. rangklasse nr. 7 eller ("virkelige kommerceråder") 6. rangklasse, nr. 7.